# Soziokulturelles Zentrum

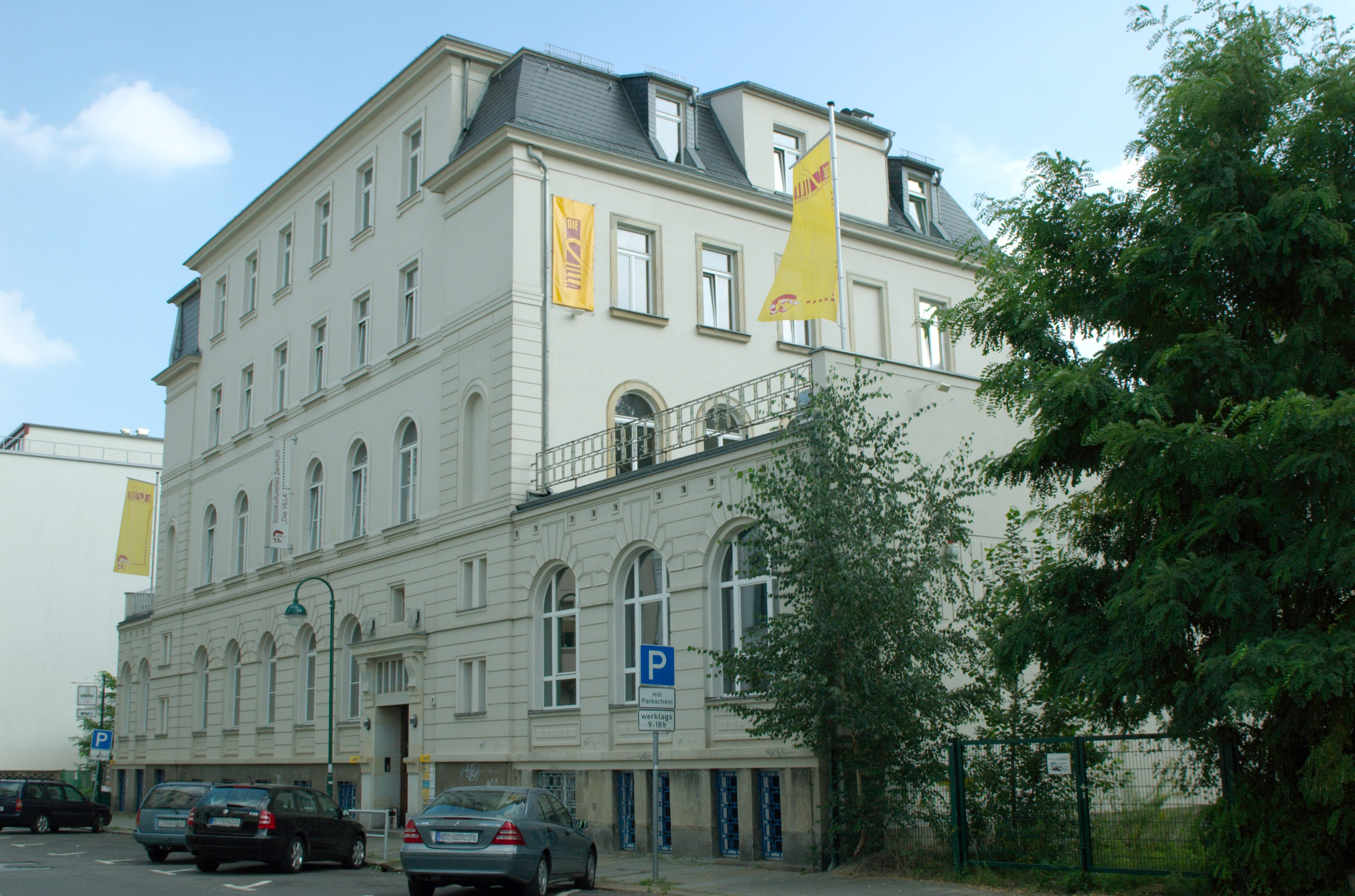
Das Soziokulturelle Zentrum „Die Villa“ in Leipzig

Ein Soziokulturelles Zentrum ist eine Einrichtung soziokultureller Art. Soziokulturelle Zentren wurden in der Bundesrepublik Deutschland seit den 1970er-Jahren gegründet. Sie bieten Veranstaltungen mit Beiträgen zur Förderung des künstlerischen Nachwuchses in den Sparten Theater, Musik, Literatur, Film und Bildende Kunst und wollen die aktive Teilnahme am kulturellen und politischen Leben ermöglichen.

## Ziel
Zur Arbeit soziokultureller Zentren gehört die Integration verschiedener Altersgruppen, sozialer Schichten und Nationalitäten, die Unterstützung und Förderung von sozialer und politischer Arbeit sowie die Verwirklichung von demokratischen Entscheidungsstrukturen, die Voraussetzung sind für die aktive und eigenverantwortliche Beteiligung möglichst vieler Menschen in den Häusern.
Aus der Vielfalt der individuellen Fähigkeiten, der regionalen Traditionen, der jeweiligen Finanzierungsmöglichkeiten, aber auch aus der unterschiedlichen Mitarbeiterstruktur und der sozialen und altersmäßigen Zusammensetzung der Nutzer hat sich eine heterogene Zentren-Landschaft mit unterschiedlichen Angeboten entwickelt, die sich einer abschließenden Verallgemeinerung entzieht.

## Tätigkeit

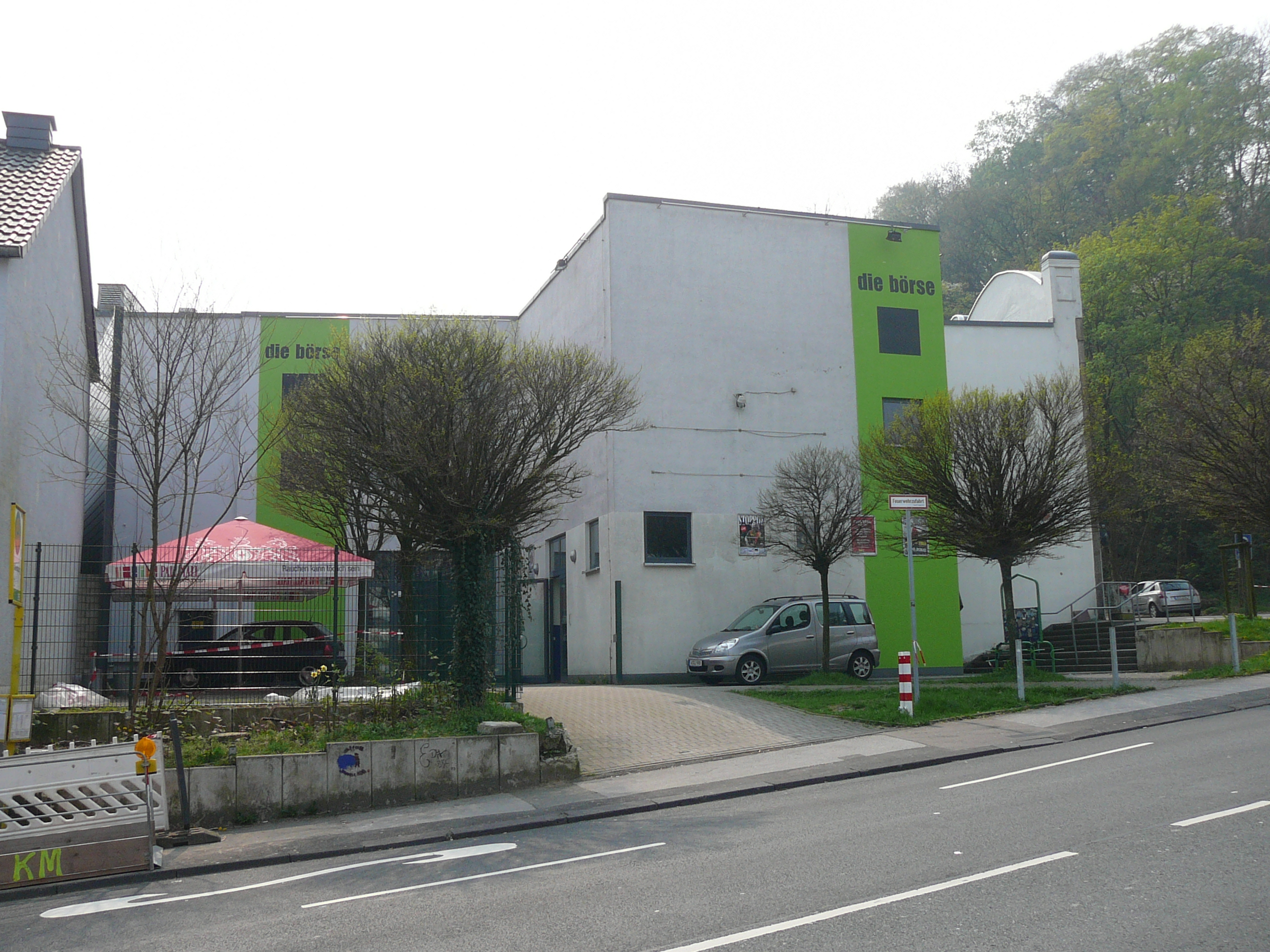
die börse in Wuppertal, eines der größten und ältesten soziokulturellen Zentren Deutschlands

Die Zentren betätigen sich mit unterschiedlicher Akzentuierung heute vor allem in der Kinder- und Jugendarbeit (Kinderläden, offener Bereich, Hausaufgabenhilfe, Kreativkurse, Ferienfreizeiten, Berufsvorbereitung und -ausbildung, Beratung, Beschäftigungsprojekte, offene Werkstätten), in der Stadtteilarbeit (Stadt- oder Stadtteil-Zeitung, Stadtteilfeste, stadtentwicklungspolitische Initiativen, Zusammenarbeit mit Bürgerinitiativen, Vereinen und Schulen), in der Programm- und Veranstaltungsarbeit (Theater, Kabarett, Musik, Ausstellungen, Lesungen, Kino, Disco- und Tanzveranstaltungen), in der Seniorenarbeit (Kreativ- und Gesundheitsvorsorge-Kurse, soziale Versorgung, Geschichtswerkstätten, Tanzveranstaltungen, Buchausleihe) und in der Bildungsarbeit und politischen Arbeit (Seminare, Workshops, Bildungsurlaube, Diskussionsveranstaltungen, Sprachkurse). Darüber hinaus sind Soziokulturelle Zentren auch „Dienstleister“ in einem Stadtteil, einer Stadt oder Region. Sie überlassen kulturell, sozial oder politisch tätigen Vereinen, Gruppen und Initiativen Räumlichkeiten und technische Infrastruktur, stellen Proben- und Produktionsmöglichkeiten für Musik- und Theatergruppen sowie Ateliers für Künstler und anderes zur Verfügung. Außerdem gehört zu fast allen Einrichtungen ein offener Kommunikationsbereich mit Gastronomie.

## Geschichte
Anfang der 70er Jahre entstanden die ersten Soziokulturellen Zentren im Zusammenhang mit den neuen sozialen Bewegungen. Sie wurden gegründet als selbstverwaltete Kommunikationszentren, Kulturläden oder Bürgerhäuser, vielfach gegen den politischen Widerstand von Parteien und Kommunalverwaltungen. Auch als Antwort darauf gründeten einige Häuser nach einem längeren Diskurs in mehreren Sitzungen in unterschiedlichen Städten, wie z. B. in Wilhelmshaven, aber auch im Freizeitzentrum Nöldekestraße in Hamburg-Harburg, im Jahr 1979 die Bundesvereinigung Soziokultureller Zentren (heute: Bundesverband Soziokultur e. V.). In ihrer Entstehungsphase wollten Soziokulturelle Zentren Modell sein für andere gesellschaftliche Arbeits- und Lebensformen. Ihr Selbstverständnis fand Ausdruck in Begriffen wie „Alternativkultur“, „Gegenkultur“ und „Gegenöffentlichkeit“. Nicht zuletzt wurden sie auch durch die ganz persönlichen Lebensentwürfe und politischen Herangehensweisen ihrer Akteure geprägt. Diese wollten „gemeinsam leben und arbeiten“ und forderten die „Aufhebung der Trennung von Kopf- und Handarbeit“. Sie strebten nach Demokratisierung von Kultur und kultureller Demokratie und forderten Akzeptanz und Gleichbehandlung der unterschiedlichsten kulturellen Ausdrucks- und Organisationsformen durch politische Gremien und die Öffentlichkeit. Soziokultur war demnach Antwort, Reaktion und gelebter Gegenentwurf auf bzw. zu einem konsum- und unterhaltungsorientierten Verständnis von Kultur.

## Bundesverband Soziokultur e. V.
Etwa 600 selbstverwaltete Soziokulturelle Zentren in Deutschland vertritt der Bundesverband Soziokultur e. V. (ehemals Bundesvereinigung Soziokultureller Zentren e. V.) in Berlin. Bundesverband und Landesarbeitsgemeinschaften haben die Aufgabe, die Arbeit der Zentren zu koordinieren und zu fördern sowie ihre Interessen gegenüber der Öffentlichkeit und den politischen Gremien zu vertreten. Die Vernetzung auf Bundes- und Länderebene soll Beratung, Fortbildung, Austausch und Unterstützung bestehender und zukünftiger Zentren gewährleisten. Der Bundesverband Soziokultur e. V. hat die Anerkennung der soziokulturellen Arbeit in Selbstverwaltung als fester Bestandteil des kulturellen Lebens und die Gleichbehandlung der Zentren mit etablierten Kultureinrichtungen zum Ziel. Er ist nicht nur selbst ein Netzwerk, sondern auch Teil eines solchen. Als Mitglied des Deutschen Kulturrates ist der Bundesverband Soziokultur e. V. im Rat für Soziokultur sowie in bundesweiten Zusammenschlüssen wie z. B. dem Fonds Soziokultur e. V. vertreten und kooperiert außerdem mit anderen Fachverbänden und Institutionen auf Bundesebene. Neben der Beratung der Zentren erstrecken sich ihre Tätigkeiten auch auf die Herausgabe einer eigenen Zeitung und Broschürenreihe, die Organisation von Weiterbildungsmaßnahmen, die Durchführung von Kongressen und Tagungen sowie entsprechende politische Lobbyarbeit.